# نانوباما
نانو باما
نانو باما (بالإنجليزية: Nanobama)‏ هو اسم الصورة المصغرة لرئيس الولايات المتحدة، باراك أوباما.
انشئت للاحتفال بانتخاب أوباما، ولفت الموضوع الانتباه إلى القدرات المتنامية لتقنية النانو، والبروفيسور جون هارت من جامعة ميشيغان في قسم الهندسة الميكانيكية هو من انشأ أصغر صورة في العالم، عبر قياس 500 ميكرومتر.